# Dragmacidon reticulatum
Dragmacidon reticulatum är en svampdjursart som först beskrevs av Ridley och Arthur Dendy 1886.  Dragmacidon reticulatum ingår i släktet Dragmacidon och familjen Axinellidae. Inga underarter finns listade i Catalogue of Life.